# Meliboeus setulosus
Meliboeus setulosus es una especie de escarabajo del género Meliboeus, familia Buprestidae. Fue descrita científicamente por Boheman en 1860.